# Victoria Institute (Renton)

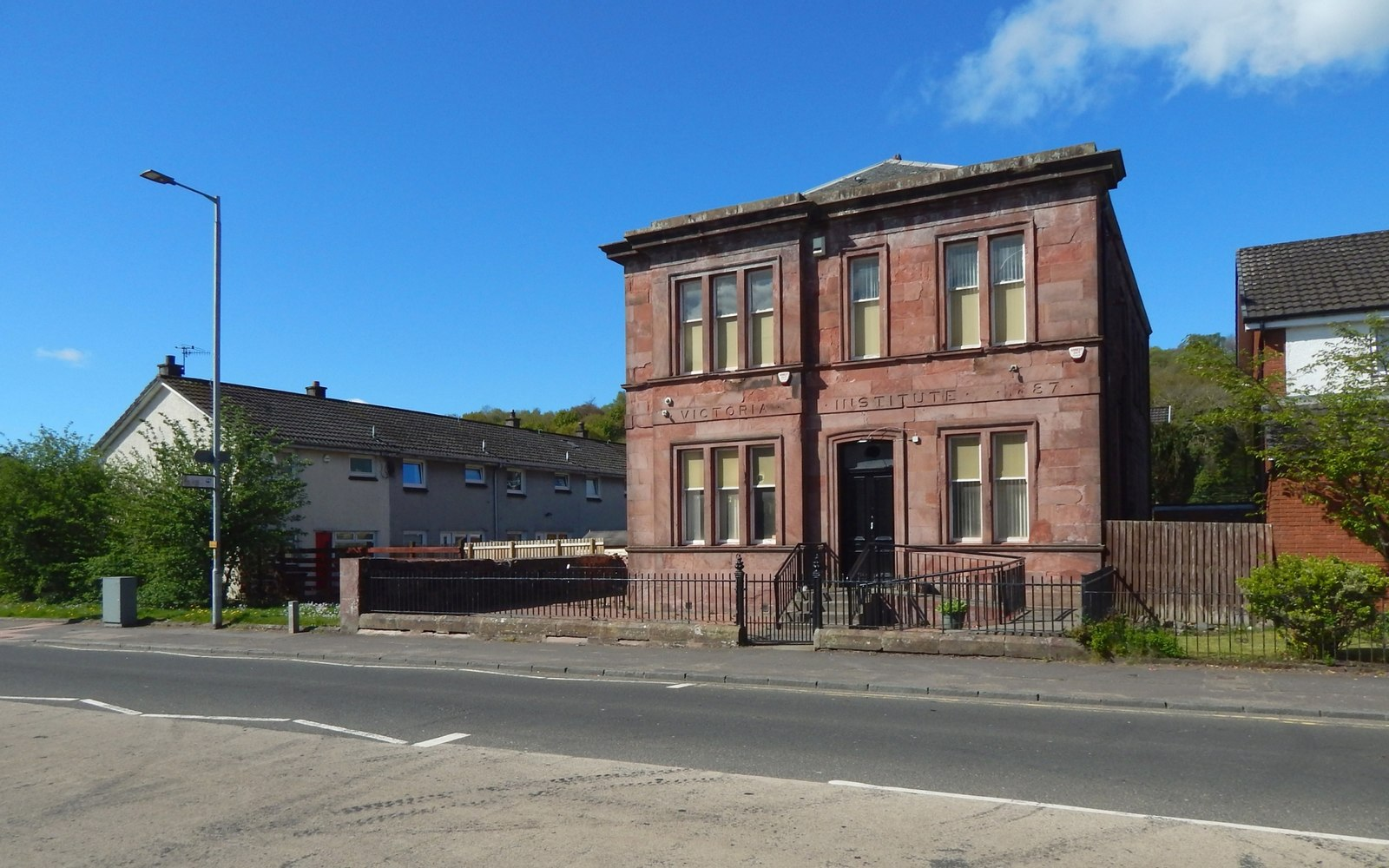
Victoria Institute

Das Victoria Institute ist eine ehemalige Bücherei in der schottischen Stadt Renton in der Council Area West Dunbartonshire. 2007 wurde die Bibliothek geschlossen und das Gebäude fortan von einer islamischen Vereinigung genutzt. 1996 wurde das Bauwerk in die schottischen Denkmallisten in der Kategorie C aufgenommen.

## Beschreibung
Das Victoria Institute liegt im Stadtzentrum an der Main Street, der Hauptstraße der Stadt. Das zweistöckige Gebäude stammt aus dem Jahre 1887 und gehört damit zu den wenigen erhaltenen historischen Gebäuden der Stadt. Straßenseitig ist das Grundstück durch eine flache Mauer mit gusseisernem Zaun und schlanken Torpfeilern eingegrenzt. Das Mauerwerk des länglichen Victoria Institute besteht aus rotem Sandstein. Die zentrale, zweiflüglige Eingangstüre schließt mit einem schlichten Kämpferfenster und flachem Segmentbogen ab. Darüber befindet sich ein einzelnes, schmales Fenster. Der Gebäudeteil links der Türe tritt etwas hervor und ist mit zwei Drillingsfenstern versehen. Rechts der Türe sind hingegen nur Zwillingsfenster zu finden. Zwischen den Stockwerken verläuft ein Band mit der Inschrift „Victoria Institute 1887“. Im Gegensatz zu der ostexponierten Frontseite ist an den restlichen Außenwänden nur grob behauener Sandstein und kein Quaderstein verbaut. Entlang der Südseite sind fünf Fenster je Stockwerk asymmetrisch angeordnet. Das Gebäude schließt mit einem Walmdach ab, das mit grauen Schieferschindeln eingedeckt ist.